# 青春コール東京ハラギャーテーズ
青春コール東京ハラギャーテーズ（せいしゅんコールとうきょうハラギャーテーズ）は、かつてニッポン放送の毎週土曜日の23:00-25:00（JST）の時間帯で放送されていたラジオ番組。
放送期間は1990年4月14日から同年10月6日までの約6か月間。

## 概要
タイトルは、般若心経の一節「波羅羯諦」と「（笑いすぎて）腹が痛ぇ。」とをかけたもの。
リスナーからの悩みを聞いて、パーソナリティがそれに答える「いきなりナイトコールクラブ」をメインにしていた番組。悩みと言っても、寄せられたエッチな悩みや五月病などの悩みなどは、笑える内容のものが大半を占めていた。ゲストも一緒に、そういったリスナーの電話やはがきに一緒に盛り上がっていたことが多かった。番組中で、「悩みの歌」の製作、「キミは恋のために死ねるかキャンペーン」も行われていた。
コーナーはその他、24時台には「うちの子に限って」「ロッテ ハートでBANBAN」（東海ラジオ、ラジオ大阪と同時ネット）があった。
しかし本番組は約6か月で終了した。

## パーソナリティ
- 森川由加里 （女性陣の中ではまとめ役的存在だった）
- 森口博子
- 芳本美代子
- 小倉久寛 （サブパーソナリティとして、後ろから番組をまとめる存在だった）
- 上澤津孝（MAGIC）

## オープニングテーマ曲
- 「Miss you mach」ジャネット・ジャクソン

## ゲスト
| - 光GENJI （90年4月14日、90年6月16日） - 中山美穂 （90年4月21日） - 小川範子 （90年4月28日） - いいとも青年隊(K-Chaps) （90年5月5日） - 田中陽子 （90年5月19日） - 坂上香織 （90年6月9日） - チェッカーズ （90年6月23日） - 北尾光司（90年6月23日） - 芳賀ゆい （90年6月30日） - 千葉美加 （90年7月7日） | - 桜井賢（THE ALFEE） （90年7月14日） - 西田ひかる （90年7月21日） - 寺尾友美 （90年8月4日） - 渡辺美奈代 （90年8月11日） - 長山洋子 （90年9月1日） - かとうれいこ （90年9月1日） - 忍者 （90年9月8日） - 桜井幸子 （90年9月15日） - 川越美和 （90年9月22日） - 島崎和歌子 （90年9月29日） |

## エピソード
- 番組第1回目の放送で、出演者の一人が不適切な発言を言ってしまい、エンディングで小倉が謝罪した。
- 野球中継が延長した影響で放送時間が大幅に短縮となり、24時を過ぎてからの開始となった回がある。

| ニッポン放送 土曜日23:00 - 25:00枠 | ニッポン放送 土曜日23:00 - 25:00枠 | ニッポン放送 土曜日23:00 - 25:00枠                |
| 前番組                             | 番組名                             | 次番組                                            |
| ---------------------------------- | ---------------------------------- | ------------------------------------------------- |
| 渡辺正行の東京めぐりブンブン大放送 | 青春コール東京ハラギャーテーズ     | 森脇・山田のパニックしようぜ!東京ハラギャーテーズ |